# Кухня Намибии

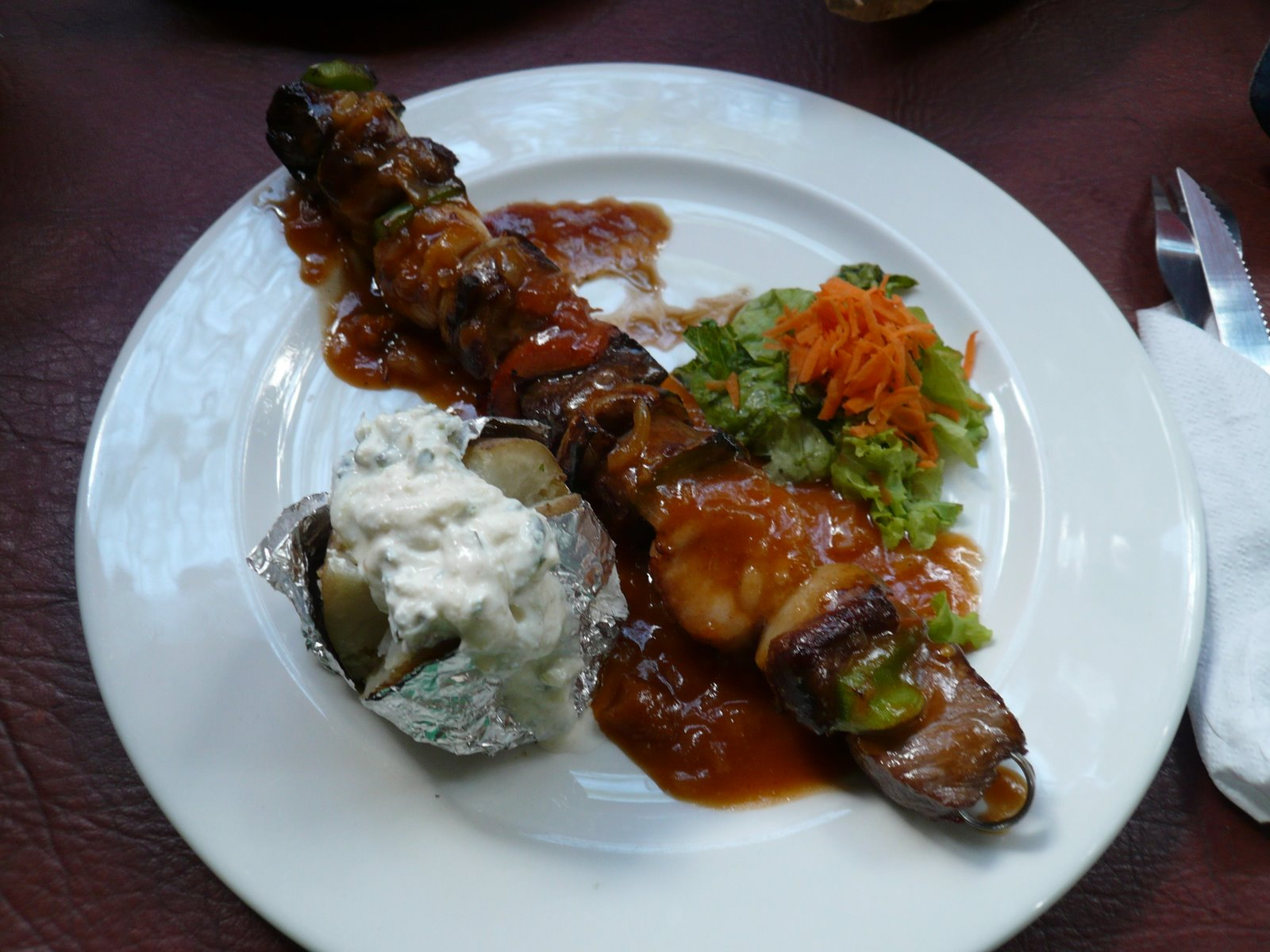
Мясо крокодила, куду и орикса, приготовленное на гриле

Намибия на карте Южной Африки

Намибийская кухня — национальная кухня африканского государства Намибия. Является смесью двух типов кулинарии:
- Кухня коренных народов Намибии (химба, гереро, бушмены)
- Кухня поселенцев, переданная во время колонизации Африки немцами, африканерами и британцами

## Кухня коренных народов

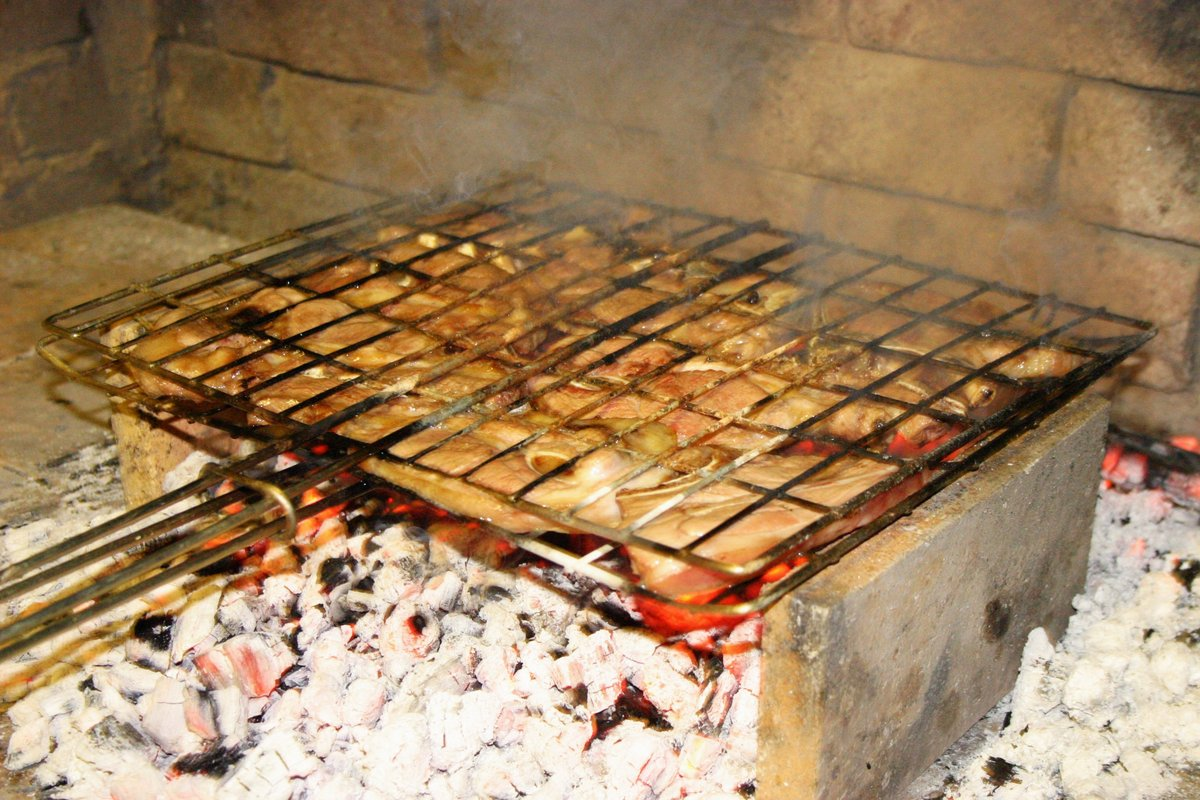
Баранина на гриле

В доколониальный период африканская кухня характеризовалась разнообразием фруктов, орехов, луковиц и других плодов, собираемых с растений, и охотой на дичь. Одомашнивание койсанскими народами крупного рогатого скота дало возможность использования молочных продуктов и мяса.

## Кухня поселенцев
В 19 веке в Намибию переселились многие немецкие колонисты и сильно повлияли на намибийскую кухню. Примером того является венский шницель.

### Пивоварение
Немецкая традиция пивоварения продолжилась в Германской Юго-Западной Африке, поэтому в Намибии для употребления и экспорта производятся такие сорта пива, как Hans и Windhoek.